# ロイエイチ
ロイエイチ（英:Roy H）は、アメリカ合衆国の競走馬。主な勝ち鞍に2017年・2018年サンタアニタスプリントチャンピオンシップステークス、2017年・2018年ブリーダーズカップ・スプリントがある。

## 戦績
デビューは遅く、3歳となった2015年4月30日のサンタアニタパーク競馬場の未勝利戦で2着。2戦目で勝ち上がるものの以降は脚元が弱さもあってか4歳の夏までは12戦して1勝という成績であった。管理するピーター・ミラー調教師は去勢の効果は絶対に出ると信じて去勢手術を行い、休養に入ることになる。
2017年4月8日サンタアニタパークの一般戦で復帰しDavid's Memoryに2馬身半差をつけて快勝すると、続く一般戦とトゥルーノースステークス（G2）も楽勝して3連勝とする。G1初挑戦となった7月のビングクロスビーステークスは惜しくも2着となるが、仕切り直しの一戦となった10月のサンタアニタスプリントチャンピオンシップを制し、G1競走初制覇を飾る。迎えたブリーダーズカップ・スプリントは道中3番手追走から直線で逃げ粘るインペリアルヒントをかわして先頭に立つと後続に1馬身差をつけて勝利した。そして、この年のエクリプス賞最優秀短距離馬に選出されている。
2018年に入り、始動戦となったパロスヴェルデスステークスは後続に3馬身半差をつけて圧勝する。ドバイに遠征し、3月のドバイゴールデンシャヒーンは断然の1番人気に推されるも、マインドユアビスケッツの3着に敗れた。
間を開けて前年と同じくビングクロスビーステークスに出走、1番人気に選ばれるものの前年と同じくランサムザムーンの2着に敗れる。夏を越して再びサンタアニタスプリントチャンピオンシップステークスに出走。1番人気に応えて連覇を達成。
そして連覇のかかるBCスプリントに出走。前年の2着馬でアルフレッド・G・ヴァンダービルトハンデキャップ・ヴォスバーグステークスとG1を2連勝してきたインペリアルヒントが1番人気。ロイエイチは2番人気。レースは外枠から1/2マイルで先頭に立ったロイエイチがそのまま2着馬ウィットモアに3 1/4馬身差を付けての逃げ切り勝ち。ミッドナイトリュート（2007年・2008年）以来のBCスプリント連覇を達成した。そして、2年連続でエクリプス賞最優秀短距離馬に選出されている。 
2019年も前年と同じくパロスヴェルデスステークスで始動。ここをノーステッキで快勝、前年に続くこのレース連覇を達成した。さらに去年と同じくドバイゴールデンシャヒーンに出走するためにドバイに向かったが飛行機から降りた後に脚に膿瘍が見つかり、レースは回避。アメリカに戻って治療に入った。その後もBCスプリントに向けてトレーニングは積んでいたが結局出走に至らず、BCスプリント3連覇はならなかった。翌2020年6月に現役を引退した。

## 血統表
| ロイエイチの血統        | ロイエイチの血統           | ロイエイチの血統   | （血統表の出典）  | （血統表の出典）  |
| 父系                    | ヘイロー系                 | ヘイロー系         | ヘイロー系        |                   |
| 父 More Than Ready 1997 | 父の父Southern Halo 1983   | Halo               | Hail to Reason    | Hail to Reason    |
| 父 More Than Ready 1997 | 父の父Southern Halo 1983   | Halo               | Cosmah            |                   |
| 父 More Than Ready 1997 | 父の父Southern Halo 1983   | Northern Sea       | Northern Dancer   | Northern Dancer   |
| 父 More Than Ready 1997 | 父の父Southern Halo 1983   | Northern Sea       | Sea Saga          |                   |
| 父 More Than Ready 1997 | 父の母Woodman's Girl 1990  | Woodman            | Mr. Prospector    | Mr. Prospector    |
| 父 More Than Ready 1997 | 父の母Woodman's Girl 1990  | Woodman            | Playmate          |                   |
| 父 More Than Ready 1997 | 父の母Woodman's Girl 1990  | Becky be Good      | Naskra            | Naskra            |
| 父 More Than Ready 1997 | 父の母Woodman's Girl 1990  | Becky be Good      | Good Landing      |                   |
| 母 Elusive Diva 2001    | 母の父Elusive Quality 1993 | Gone West          | Mr. Prospector    | Mr. Prospector    |
| 母 Elusive Diva 2001    | 母の父Elusive Quality 1993 | Gone West          | Secrettame        |                   |
| 母 Elusive Diva 2001    | 母の父Elusive Quality 1993 | Touch of Greatness | Hero's Honor      | Hero's Honor      |
| 母 Elusive Diva 2001    | 母の父Elusive Quality 1993 | Touch of Greatness | Ivory Wand        |                   |
| 母 Elusive Diva 2001    | 母の母Taj Aire 1991        | Taj Alryiyadh      | Seattle Slew      | Seattle Slew      |
| 母 Elusive Diva 2001    | 母の母Taj Aire 1991        | Taj Alryiyadh      | *Relifordie       |                   |
| 母 Elusive Diva 2001    | 母の母Taj Aire 1991        | Whimsical Aire     | Messenger of Song | Messenger of Song |
| 母 Elusive Diva 2001    | 母の母Taj Aire 1991        | Whimsical Aire     | Silky Steel       |                   |

母 Elusive Diva はG3を3勝している活躍馬だが、ロイエイチの兄弟姉妹を含めて牝系にはこれといった活躍馬はいない。